# Cristo in pietà (Angelico San Marco)
Cristo in pietà è una lunetta affrescata di Beato Angelico conservata nel chiostro detto "di Sant'Antonino" nel convento di San Marco a Firenze. Viene datata al 1442 circa.

## Storia
L'Angelico si dedicò alla decorazione di San Marco su incarico di Cosimo de' Medici, tra il 1438 e il 1445, anno della sua partenza per Roma, per poi tornarvi negli anni 1450, quando completò alcuni affreschi e si dedicò alla statura di codici miniati per il convento stesso.
Nel chiostro l'Angelico dipinse cinque lunette (una è oggi staccata e conservata nella sala del lavabo) e il grande Crocifisso, che si ispirava a uno analogo dipinto qualche anno prima per San Domenico di Fiesole ed oggi conservato nel Louvre. Gli studiosi sono in genere concordi nell'attribuire l'autografia dell'Angelico a tutti gli affreschi del piano terra del convento.
Durante la ridecorazione del chiostro a cavallo tra XVI e XVII secolo, l'affresco venne affiancato da due figure allegoriche.

## Descrizione e stile
La lunetta si trovava sopra la porta del Lavabo che dava a sua volta accesso al Refettorio, dove i frati si nutrivano del pane di frumento ma non dovevano dimenticare il Pane spirituale che è Cristo. Cristo è rappresentato mentre si leva dal sepolcro aperto e mostra le ferite della Passione
L'affresco, sebbene in condizioni di conservazione non ottimali, è caratterizzato dal senso del volume impresso alla figura, che si staglia sullo sfondo come se si stesse affacciando, grazie a un uso sapiente del chiaroscuro ed a una perfetta percezione anatomica del soggetto. Lo stile generale è semplice e frugale, privo di vistosi elementi decorativi, vista la destinazione conventuale dell'opera.